# Rosset de Rocozel

Wappen der Rosset de Rocozel de Fleury

Die Famillie Rosset de Rocozel ist eine Familie des französischen Adels aus Rocozels in der Region Lodévois im heutigen Département Hérault.
Im 17. Jahrhundert vereinigte die Familie die kleinen Herrschaften Rocozels, Bouloc und Ceilhes, wo sie ihren Wohnsitz im Schloss von Bouloc einrichtete und das alte Schloss von Rocozels vernachlässigte, von dem heute nur noch die Kapelle aus dem 12. Jahrhundert erhalten ist.
Im Jahr 1680 heiratete Bernardin de Rosset de Rocozel Marie de Fleury, Schwester des späteren Bischofs (1698), Ministers und Kardinals (1726) André-Hercule de Fleury, der mangels Möglichkeiten innerhalb der eigenen Familie die Familie seiner Schwester förderte und ihr sein Vermögen zukommen ließ.
1724 schuf König Ludwig XV. für Jean Hercule de Rosset de Rocozel aus dem Besitz beider Familien das Marquisat Rocozel, und 1736, noch zu Lebzeiten des Kardinals, durch die Vereinigung des Marquisats mit der Baronie Pérignan das Herzogtum Fleury.
Die Rosset de Rocozel de Fleury nutzten den Impuls und zeichneten sich in den folgenden Jahrzehnten mit kirchlichen und militärischen Karrieren aus. Pierre Augustin Bernardin (1717–1780), wurde Premier Aumônier der Königin Maria Leszczyńska und später von Marie-Antoinette, sowie Bischof von Chartres; sein Bruder Henri Marie Bernardin wurde Erzbischof von Tours und später Erzbischof von Cambrai.
Das Herzogtum hingegen wurde in der Familie vererbt:
- Jean Hercule de Rosset de Rocozel (1683–1748), Duc de Fleury (1736), gab das Herzogtum noch im gleichen Jahr an seinen Sohn weiter.
- André Hercule de Rosset de Rocozel  (1715–1788), der Sohn, 2. Duc de Fleury, wurde 1741 Premier Gentilhomme de la Chambre du Roi
- André Hercule Alexandre de Rosset de Rocozel  (1750–1782), dessen Sohn, musste vor seinen Gläubigern fliehen, nachdem er durch seine Spielsucht die Familie fast in den Konkurs getrieben hatte
- André Hercule Marie Louis de Rosset de Rocozel (1770–1815), dessen Sohn, wurde 1788 der 3. Duc de Fleury und Premier Gentilhomme, ging wegen der Revolution ebenfalls in die Emigration und wurde deswegen enteignet. Mit ihm starb die Familie aus.

## Stammliste

### Die Fleury
1. Pierre de Fleury, Receveur des décimes et des tailles du diocèse de Lodève, Trésorier de France en la généralité de Montpellier, Conseiller du Roi, kaufte 1630 die Herrschaften Dio, Valquières, Prades und Vernazobre im Bistum Béziers, testierte 28. Januar 1637 und 16. Oktober 1639; ⚭ Lucrèce de Rosset, Tochter von Thomas de Rosset (aus dem Zweig La Vernède und Gourgas)
  1. Françoise; ⚭ 1639 Hercule de Thézan-Saint-Geniez, Baron de Pérignan, Seigneur de Montady, Montblanc, Caussiniojouls etc.
  2. Pierre-Moïse, Trésorier de France, Doyen du Bureau de Finances de la Généralité, kaufte 1651 die Baronie Pérginan von seinem Schwager, 1661 Conseiller du Roi, ledig, testierte 30. Dezember 1678
  3. Jean, Seigneur de Dio, Receveur des décimes et des tailles du diocèse de Lodève, testiert 26. August 1663; ⚭ 1650 Diane da La Treilhe († 1706), testierte 10. Januar 1704 und 21. Oktober 1706
    1. Hélène (* 1651)
    2. Gabriel (* 1652; † 1693), Conseiller en la cour des comptes aides et finances de Montpellier, Seigneur de Pérignan et de Dio; ⚭ 1682 Marguerite de Ranchin, keine Nachkommen
    3. André Hercule (* 1653; † 1743), Bischof von Fréjus, Minister Ludwigs XV., Kardinal
    4. Henri (* 1655; † 1713) Trésorier de France, Conseiller du Roi
    5. Anne (* 1656)
    6. Isabeau (* 1658)
    7. Jean (* 1659; † vor 1713), genannt M. de Valquières
    8. Marie (* 1661; † 1692); ⚭ 1680 Bernardin de Rosset de Rocozels (* 1644; † nach 1714), Seigneur de Rocozels, de Ceilhes et de Bouloc – Nachkommen siehe unten
    9. Jeanne (* 1662)
    10. Joseph (* 1663; † vor 1713), genannt Chevalier de Fleury
    11. Diane (* 1666; † nach 1708), Oberin der Ursulinen in Lodève

### Die Rosset de Rocozel
- Philippe de Rosset, um 1400 bezeugt, Besitzer der Baronie de Monpaon (Bistum Vabres); ⚭ Marguerite de Roquefeuil

1. Jean II. de Rosset; ⚭ 11. August 1636 Anne de Pascal
  1. Bernardin (* 8. April 1644; † nach 11. August 1714), Seigneur de Ceilhes, de Rocozel, de la Vernède, de Gorgas etc.; ⚭ 24. Januar 1680 Marie de Fleury (* 1661; † 1692), Tochter von Jean de Fleury, Seigneur de Dio, und Diane de la Treilhe de Fozières, jüngere Schwester des Kardinals André-Hercule de Fleury (siehe oben)
    1. Jean Hercule (*1683; † 1748), Baron de Pérignan, Marquis de Rocozel, Ritter im Orden vom Heiligen Geist, Duc de Fleury, Pair de France; ⚭ 1714 Marie Rey († 1778, 85 Jahre alt)
      1. André Hercule (*1715; † 1788), Marquis de Rocozel, Baron de Ceilhes, Seneschall vion Carcassonne, Limoux und Béziers, Duc de Fleury, Pair de France, Gouverneur und Lieutenant-général von Lothringen und Barrois, Stadt und Schloss Nancy, Premier Gentilhomme de la Chambre du Roi, Ritter im Orden vom Heiligen Geist; ⚭ 1736 Anne Madeleine Françoise d’Auxy de Monceaux (*1721; † 1802)
        1. Marie Madeleine (*1744; † 1803); ⚭ 1763 Paul Étienne Auguste de Beauvilliers, Duc de Saint-Aignan, Pair de France (*1745; † 1771), genannt Duc de Beauvilliers
        2. Marie Victoire (*1745; † 1803), Karmelitin
        3. Tochter (*1747; † 1752)
        4. Marie Henriette Elisabeth Gabrielle (* 1749); ⚭ 1771 Pierre Charles, Marquis de la Rivière (*1749; † 1778), Mestre de camp de cavalerie
        5. André Hercule Alexandre (*1750; † 1782 in Indien), Major-général des Armées des Indes; ⚭ 1768 Claudine Anne Renée de Montmorency-Laval (*1750; † 1784), Dame du Plessis-aux-Tournelles (Haus Montmorency)
          1. André Hercule Marie Louis (*1770; † 1815) Duc de Fleury, Pair de France, Premier Gentilhomme de la Chambre du Roi; ⚭ 1784 Anne Françoise Aimée de Franquetot de Coigny (*1769; † 1820)
          2. Marie Maximilien Hercule (*1771; † guillotiniert 1794)

        6. Elisabeth Françoise Thérèse (*1752; † 1771)
        7. André Hercule Alexis (ohne Lebensdaten), Vicomte de Fleury, Mestre de camp en second des Régiment de Languedoc dragons

      2. Pierre Augustin Bernardin (*1717; † 1780) Abt von Longpont und Buzay, Premier Aumônier de la Reine, Bischof von Chartres, Ritter im Orden vom Heiligen Geist
      3. Henri Marie Bernardinl (*1718; † 1781), Abt von Royaumont und Rebais, Erzbischof von Tours und Cambrai
      4. Marie Diane Antoinette de Rosset (*1721; † 1754); ⚭ 1734 François Raimond Joseph Hermenegilde Amalric de Narbonne-Pelet, Vicomte de Narbonne (*1715; † 1773), Lieutenant-général
      5. Guillaume Jean Ignace de Rosset de Pérignan (* 1723; † 1743), Mestre de camp des Régiment de Fleury cavalerie
      6. Philippe Antoine (* 1725; † jung)
      7. Jean André Hercule de Rosset de Valquières (* 1726; † 1781), Lieutenant-général
      8. Pons François de Rosset (*1727; † 1774), General der Galeeren der Malteser, Grand‘-Croix und Bailli der Malteser, Gesandter der Malteser beim König beider Sizilien und der Hohen Pforte
      9. Gabrielle Isabeau Thérèse de Rosset (*1728; † 1800); ⚭ 1743 Charles Eugène Gabriel de La Croix, Marquis de Castries (*1727; † 1801), Ministre-Secrétaire d’État de la Marine, Marschall von Frankreich

    2. Marie Diane (* 1684; † jung)
    3. Henri de Rosset de Ceilhes de Rocozel (* 1686, Zwilling; † 1748 in Paris), genannt L‘Abbé de Ceilhes, 1741 Kanoniker in Lodève, 1718/19 Archidiakon, 8. Januar 1721–1740 Kommendatarabt von Sorèze, 1729 Kommendatarabt von Saint-Sernin de Toulouse, 1740 Abt von Froidmont[1]
    4. Jean (* 1686, Zwilling; † jung)
    5. Marie Hélène (* 1688; † jung)
    6. Anne (* 1689; † jung)
    7. Pons de Rosset de Rocozel (* 1690; † 1763) Gouverneur von Lunel, Colonel des Régiment d’Angoumois, Gouverneur von Castres und Fort de Brescou, Brigadier und Gouverneur von Sommières, Commandant du Diocèse de Lavaur, Maréchal de camp, Commandant und 1737 Grand’-Croix de l’Ordre royal et militaire de Saint-Louis, Lieutenant général des Armées du Roi und Gouverneur von Roussillon, Cerdagne und Mont-Louis
    8. Philippe Antoine (* 1691; † jung)